# C12H14BrNO2
化学式C12H14BrNO2的化合物（摩尔质量：284.153 g/mol）可以指：
- 4-溴亚苄基氨基甲酸叔丁酯，CAS号：479423-43-3
- 2C-B-FLY，CAS号：733720-95-1
- 2C-B-5-hemiFLY-α6，ChemSpider：21376194
  - 2aS,4R：205745-95-5 
  - 2aR,4R：205745-94-4